# Traité du vin et du cidre
Le Traité du vin et du cidre est la traduction en français par Jacques de Cahaignes du traité en latin De vino et pomaceo, le premier traité composé sur le cidre, publié en 1588 par Julien Le Paulmier. Publiée l’année suivante, la version en français de ce traité est ordinairement citée à la place de l’ouvrage original, car, pour fidèle qu’elle soit à l’original, elle contient des passages supplémentaires plus ou moins étendus et même deux chapitres entiers, que l’on croit dus à la plume de Le Paulmier lui-même, la traduction ayant été faite sous les yeux de Julien Le Paulmier par son disciple Jacques de Cahaignes, qui était son disciple.

## Genèse
En 1574, Le Paulmier, dont Pierre-Daniel Huet a dit « qu’il fut estimé un des plus savants médecins de son siècle », s’était guéri en quelques mois, par l’usage du cidre, d’une affection grave du foie et du cœur dont il souffrait depuis trois ans, et qu’il avait inutilement traitée par un régime sévère et par des remèdes appropriés. Des auteurs des siècles suivants, comme E. Haag, ont écrit que « Persuadé qu’il s’était guéri par l’usage du cidre de palpitations de cœur qui lui étaient restées à la suite des journées de la Saint-Barthélemy où il avait vu périr plusieurs de ses amis, et où il avait couru lui-même de grands dangers, Le Paulmier écrivit ce traité pour préconiser cette boisson, que, selon lui, on devrait préférer au vin. » Rien n’indique que Le Paulmier se soit trouvé à Paris lors du massacre de la Saint-Barthélemy. Si la chose est possible, rien ne permet de l’affirmer. Lui-même ne dit rien de tel. Son élève, Jacques de Cahaignes écrit, dans sa traduction du Traité sur le cidre que « Durant la première guerre civile, se sentant, menacé de phtisie, à cause d’une vieille défluxion, qui lui tombait du cerveau sur le poumon, il prit le loisir de revoir la Normandie, dont il était natif : espérant que l’air marin plus grossier, que celui de la France, lui pourrait apporter quelques changements en sa maladie. »

## Finalité
Ayant lu, pour occuper ses loisirs, ce que les anciens avaient écrit sur le vin, Le Paulmier a voulu à son tour dire son sentiment à ce sujet. Sa propre expérience avec le cidre à motivé chez lui l’idée d’y joindre un appendice sur cette boisson. Rédigé, en 1586 De vino et pomaceo libri duo, est paru en 1588, chez Guillaume Auvray, libraire, rue Saint-Jean-de-Beauvais, à Paris, avec une dédicace à Pierre Le Jumel de Lisores, président au Parlement de Rouen La première partie de cet ouvrage ne contient rien de nouveau sur le vin. Le traité sur le vin s’arrête au feuillet 27. L’auteur s’y s’attarde sur les différents vins de l’époque et leurs vertus respectives : les vins de l’Ile-de-France, vins de Château-Thierry, vins d’Orléans, vins de Bordeaux, vins de Montmartre et vins d’Argenteuil, vins de Bourgogne et vins d’Anjou. La seconde, seule originale, celle qui a porté le nom de l’auteur à la postérité, traitant du cidre, du poiré et de la bière, constitue, en revanche, le premier traité composé sur le cidre. Après diverses considérations historiques et médicales, le traité sur le cidre reprend au feuillet 33 après une Apologie du translateur, contre l’usage du vin et du sidre sans eau.

## Le premier traité sur le cidre

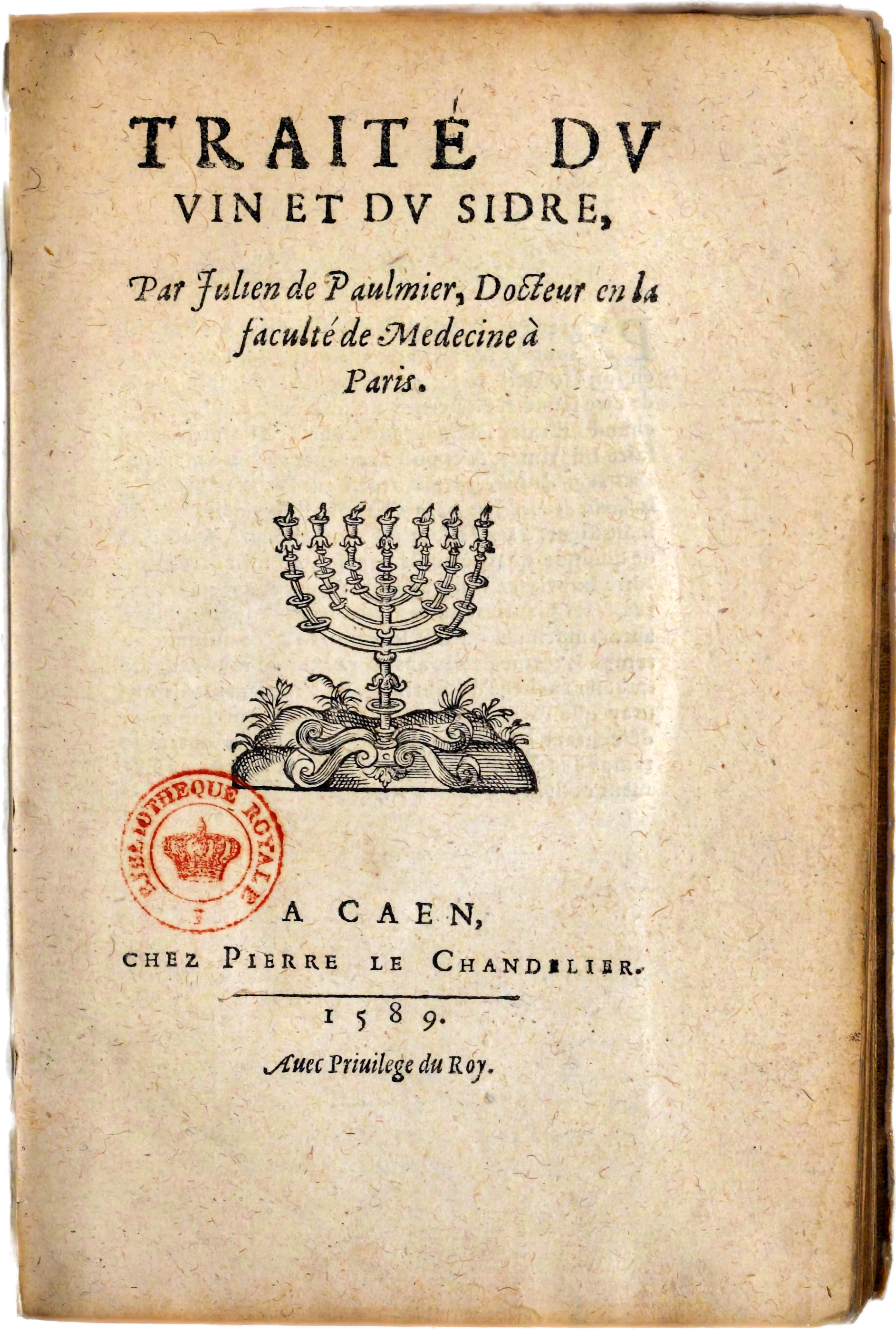
Traduction en français par Jacques de Cahaignes du Traité du vin et du cidre, 1589.

Le Traité du vin et du sidre comprend quinze chapitres suivis de deux chapitres consacrés au poiré et à la bière. Alors que la première partie sur le vin est fidèle à l’originale, le second livre contient des passages plus ou moins étendus, et même deux chapitres entiers, inexistants dans l’original en latin, donnant des renseignements précieux par leur rareté, par exemple sur les variétés de pommes connues de l’époque et dont la plupart ont continué à être cultivées pendant des siècles. La proximité entre l’auteur et le traducteur laisse à penser que les passages ajoutés au texte primitif sont que la mise en œuvre des notes de Le Paulmier lui-même.

## Nomenclature
Le Traité s’ouvre sur des considérations terminologiques. L’auteur commence par spécifier que, contrairement aux habitants de Paris, de la Brie, l’Ile de France, la Picardie, le pays Chartrain et la haute Normandie, qui appliquent le terme de « cidre » à tout breuvage à base de jus de pommes ou de poires, ce terme, dans le Cotentin et le reste de la basse Normandie, est exclusivement réservé au breuvage à base de pommes, quelquefois également nommé « pommé ». Viennent ensuite des considérations historiques concernant l’invention du cidre, suivies d’une description des différences de couleur, de gout, de consistance et d’alcoolémie de cette boisson, qui varient suivant l’espèce des pommes et le pays d’où elles proviennent.
Les cidres de Coutances, Vire, Bayeux et Caen sont naturellement légers et clairs ; ceux du pays d’Auge épais et nourrissants. Les premiers conviennent aux personnes qui mènent une vie sédentaire ou s’adonnant aux lettres, les seconds n’étant sont bons que pour les gens qui travaillent de leurs bras. Récemment faits, ils sont nuisibles. Il recommande de rejeter ceux qui sont aigres, car ils rendent le sang fluide, donnent des vents, des coliques, des obstructions, les pâles couleurs. Les bons cidres se conservent de un à quatre ans ; les plus faibles, trois ou quatre mois. Ceux que l’on veut garder doivent être purs ; ceux qui sont destinés à être bus dans l’espace de cinq ou six mois peuvent contenir un cinquième ou un sixième d’eau. Les cidres se gardent d’un à quatre ans ; les meilleurs sont à mi-âge. Le cidre, pour se garder longtemps, doit être fabriqué sans eau.
Quoique l’absence de taxonomie des pommes rende difficile l’examen pertinent de la diversité des pommes, et partant, de la différence des cidres, leurs noms variant à chaque village, soixante-cinq variétés de fruits à cidre sont néanmoins citées avec l’indication des localités où elles prospèrent le mieux, une description de leur forme et de celle des arbres qui les portent, et les qualités du cidre qu’elles produisent.
Quelques pages sur le poiré, qui « n’est pas moins éloigné de l’excellence des meilleurs cidres, qu’est la meilleure bière des bons vins » et sur la bière, qu’il accuse de la plupart des maladies qui accablent l’humanité, terminent le volume. Quelques exemplaires contiennent, en outre, une ode française du poète caennais Pierre Gondouin, adressée à Le Paulmier, et dans laquelle il vante les vertus du breuvage normand.

## Hygiène
Selon l’auteur, le cidre est plus salutaire que l’eau, le vin et la bière. Plus digestible, plus nourrissant que toute autre boisson, il a une foule de vertus. L’auteur précise s’être guéri lui-même de palpitations cardiaques et de « mélancolie hypocondriaque » dont il souffrait depuis 3 ans, après avoir remplacé le vin par le cidre, lors d’un retour en Normandie, à l’occasion des guerres civiles. Le cidre serait également un excellent remède pour toute syncope ou faiblesse, provoquant le sommeil, tenant le ventre libre et faisant abondance de lait aux nourrices.
Le Paulmier recommande le cidre trempé d’eau aux enfants et aux jeunes gens. Passé cinquante ans, on peut en boire sans eau. On s’habitue bien plus facilement au cidre, qui est presque toujours apéritif, qu’au vin et surtout qu’a la bière. Le Paulmier affirme que le vin abrège la vie tandis que l’usage du cidre la prolonge. Le cidre excellent nourrit commodément toute personne saine de tout âge. Le petit cidre coupé d’eau est un aliment fort convenable pour de nombreuses maladies. Le Paulmier résume ses théories au sujet des qualités hygiéniques du cidre en affirmant qu’on ne peut faire de meilleure tisane qu’avec du petit cidre, mélangé pour moitié d’eau.
Les cidres du pays d’Auge étaient recherchés pour la marine parce qu’ils se gardent sur l’eau deux ou trois ans sans se corrompre, et préserve les matelots des fièvres et autres maladies tout en les nourrissant. Les trois principaux vices des mauvais cidres sont : l’acidité ou « sureur », l’aigreur et l’épaisseur ou « crassitude ou obscurité », qui procède parfois de la nature de la pomme et le plus souvent du terroir. Les défauts de ces mauvais cidres ne constituent cependant pas une raison suffisante pour rejeter le cidre, car les mêmes inconvénients peuvent également affecter le vin.

## Curatif
Au XVIe siècle, le cidre était employé à faire toutes sortes de sirops, de liqueurs, et même de la moutarde. Le Traité énumère, sans doute d’après la liste des remèdes employés à Paris par Julien Le Paulmier, qui vendait du cidre dans lequel il infusait du séné, composant ainsi des apozèmes laxatifs qu’il faisait payer un écu la bouteille. Le chapitre des « Cidres artificiels: » mentionne cette préparation, à prendre à la dose de trois onces deux heures avant le déjeuner. Le médecin caennais donne la recette le « cidre doux cuit », puis des « cidres médicamenteux » de sauge, d’absinthe, de campane, de scolopendre, de pas-d’âne, etc., dont il dit avoir fait l’expérience. Il y a aussi des boissons composées d’un mélange très compliqué de médicaments, mais dont le cidre forme la base, « pour empêcher la corruption du poumon chez les tuberculeux, pour les maux de reins, pour exciter « les purgations menstruelles fort vertueusement », ou pour purger doucement le ventre.

## Réception
Le chapitre « Quelles sont les plus excellentes pommes à faire sidre » est des plus précieux pour l’histoire de la pomiculture. La fin contient une correspondance avec les médecins parisiens Jean Riolan et Guillaume Lusson, dans laquelle Le Paulmier se plaint des attaques du premier contre le cidre et contre les Normands. Une seconde édition du travail de Cahaignes est parue en 1607, à Caen, chez Adam Cavelier, in-8º.
Déjà du temps de Guy Patin, qui dit de l’ouvrage « qu’il n’est pas mauvais », jugement élogieux sous la plume du mordant écrivain, qui accuse par ailleurs Le Paulmier d’avoir fait fortune en vendant ses tisanes laxatives à base de cidre infusé de séné, l’ouvrage était difficile à trouver. De nombreux extraits de la traduction de Cahaignes, de 1589, ont été reproduits par La Framboisière, La Barre, Legrand d’Aussy, Victor-Évremont Pillet, etc., et par la plupart des auteurs qui ont écrit sur le cidre. À la fin du XIXe siècle, le médecin Édouard Denis-Dumont trouva ainsi au cidre des vertus prophylactiques pour la « maladie de la pierre ». Devenus rarissimes, ces volumes étaient si recherchés, à la fin du XIXe siècle, tant par tous ceux qui se préoccupaient alors des perfectionnements à apporter à la culture des pommiers et à la fabrication du cidre, ou qui étudient les effets hygiéniques d’une boisson dont l’usage tendait à se généraliser, ainsi que par les bibliophiles, que l’érudit Émile Travers a jugé utile de le réimprimer, accompagné d’une introduction, en 1896.

## Postérité
Le De vino et pomaceo de Julien Le Paulmier, et la traduction de cet ouvrage donnée sous le titre de Traité du vin et du cidre, ont obtenu, en leur temps, le succès qu’ils méritaient. Les traités d’agriculture ou de pomologie des siècles suivants ont presque toujours emprunté au livre du médecin normand de la Renaissance, ce qu’ils ont dit des origines du cidre, des anciennes variétés de fruits, des propriétés du breuvage tiré des pommes. C’est également dans ce traité que d’éminents praticiens ont puisé quelques-unes de leurs théories sur l’emploi du cidre pour le traitement de certaines affections. Néanmoins, la recherche dont les textes de Julien Le Paulmier et de son traducteur ont fait l’objet a souvent été vaine, du fait de leur rareté. Ceux qui ont écrit sur le sujet ont dû se limiter à en citer quelques passages de seconde main, et par conséquent avec des chances d’inexactitude. La réimpression en fac-similé le Traité du vin et du cidre, devenu presque introuvable, sous l’égide de la Société des bibliophiles normands a non seulement satisfait le gout des bibliophiles et amateurs de livres précieux ; elle a fourni à l’une des industries agricoles les plus importantes de la Normandie et d’une partie de la France des éléments d’information de grande valeur, ce dont bibliophiles et cidriculteurs lui ont su gré.